# Nicolas Swaim
Nicolas Benjamin Swaim (* 8. November 1977 auf den Nördlichen Marianen), auch in der Schreibweise Nicolas Swaim bekannt, ist ein Fußballspieler der Nördlichen Marianen auf der Position eines Innenverteidigers. Er ist aktuell für die Fußballnationalmannschaft der Nördlichen Marianen und MP United FC aktiv.

## Karriere

### Verein
Seine Karriere auf Vereinsebene verbrachte Swaim bisher in seiner Heimat auf den Nördlichen Marianen. Er begann seine Profikarriere im Jahr 2008 im Verein MP United FC in der M*League Division 1. Hier wurde er in der Saison 2009 erstmals, an der Seite von Torschützenkönig Joe Wang Miller, Vizemeister der Nördlichen Marianen. Ein Jahr später feierte er seinen ersten Meistertitel. In den Spielzeiten 2011 bis 2013 konnte er mit dem Team keine nennenswerten Erfolge verzeichnen. Im Finale um die Meisterschaft 2014, besiegte er mit der Mannschaft das Team Inter Godfather’s mit 3:4 in Elfmeterschießen und gewann seinen zweiten Vereinstitel. Zwei Jahre später gewann er seinen dritten Meistertitel und konnte diesen mit der Mannschaft auch in der Saison 2017 verteidigen. Seinen letzten Titel feierte Swaim im Jahr 2018 mit den Gewinn der Meisterschaft. Mit 44 Jahren steht der Routinier auch aktuell noch im Kader des MP United FC.

### Nationalmannschaft
Sein Debüt für die Fußballnationalmannschaft der Nördlichen Marianen gab Swaim am 11. März 2009 im Rahmen der Qualifikation zur Ostasienmeisterschaft gegen die Auswahl von Macau. Hier schied er mit der Nationalmannschaft aber bereits in der ersten Qualifikationsrunde nach drei Niederlagen aus. Im Spiel gegen die Mannschaft der Mongolei erzielte Swaim per Elfmeter sein erstes Länderspieltor für die Nördlichen Marianen. Er nahm an Qualifikationsspielen zur Ostasienmeisterschaft (2013, 2015, 2017, 2019) und dem AFC Challenge Cup 2014 teil, konnte jedoch keine nennenswerten Erfolge erzielen. An der Seite von Jehn Joyner und Joe Wang Miller, war er Teil der Mannschaft die am 23. Juli 2014 den ersten Sieg der Nördlichen Marianen bei einer Ostasienmeisterschaft erringen konnte. Er selbst erzielte hierbei nach 38. Minuten den Führungstreffer zum 1:0. Seinen bisher letzten Einsatz im Trikot der Nationalelf absolvierte er am 4. September 2018 gegen die Mannschaft der Mongolei. Mit 17 A-Länderspielen ist Swaim Rekordnationalspieler der Nördlichen Marianen. Im April 2008 war er kurzzeitig, für ein Freundschaftsspiel gegen Guam, Trainer der Nationalmannschaft der Nördlichen Marianen.

### Erfolge
Verein
- Meister der Nördlichen Marianen: 2010, 2014 (Herbst), 2016 (Herbst), 2017 (Frühjahr), 2018 (Frühjahr)